# Квантова гравітація
Квантова гравітація — напрям досліджень в теоретичній фізиці, метою якого є квантовий опис гравітаційної взаємодії (і, в разі успіху — об'єднання таким чином гравітації з іншими трьома фундаментальними взаємодіями, тобто побудова так званої «теорії всього»).

## Проблеми створення
Незважаючи на активні дослідження, теорія квантової гравітації поки що не побудована. Основні труднощі в її побудові полягають в тому, що дві фізичні теорії, які вона намагається зв'язати воєдино, — квантова механіка і загальна теорія відносності — спираються на різні набори принципів. Так, квантова механіка формулюється як теорія, що описує часову еволюцію фізичних систем (наприклад атомів або елементарних часток) на тлі зовнішнього простору-часу. У загальній теорії відносності зовнішнього простору-часу немає — він сам є динамічною змінною теорії, що залежить від характеристик класичних систем, що перебувають у ньому.
При переході до квантової гравітації як мінімум потрібно замінити системи на квантові (виконати квантування), тобто права частина рівнянь Ейнштейна, тензор енергії-імпульсу матерії, стає квантовим оператором. Зв'язок, що виникає при цьому, вимагає квантування геометрії самого простору-часу, причому фізичний зміст такого квантування абсолютно незрозумілий, і будь-яка успішна несуперечлива спроба його проведення відсутня. Більш того, наївний «ґратковий підхід» до квантування простору-часу, як виявляється, не допускає правильного граничного переходу в теорії калібрувальних полів при зменшенні кроку ґратки до нуля, що було відзначено в 1960-х роках Девіттом Брайсом і широко враховується нині при проведенні ґраткових розрахунків у квантовій хромодинаміці.
Навіть спроба провести квантування лінеаризованої класичної теорії гравітації (загальної теорії відносності) наштовхується на численні технічні труднощі — квантова гравітація виявляється неперенормовуваною теорією. Ситуація посилюється тим, що прямі експерименти в галузі квантової гравітації, через слабкість самих гравітаційних взаємодій, недоступні сучасними технологіям. У зв'язку з цим у пошуку правильного формулювання квантової гравітації доводиться поки що спиратися тільки на теоретичні викладки.

## Перспективні кандидати
Два основних напрямки, що намагаються побудувати квантову гравітацію, — це теорія струн і петльова квантова гравітація.
У першій з них замість частинок і фонового простору-часу виступають струни та їхні багатовимірні аналоги — брани. Для багатовимірних задач брани є багатовимірними частинками, але з точки зору частинок, що рухаються всередині цих бран, вони є просторово-часовими структурами.
У другому підході робиться спроба сформулювати квантову теорію поля без прив'язки до просторово-часового фону, простір і час за цією теорією складаються з дискретних частин. Ці маленькі квантові комірки простору певним способом поєднані одна з одною, так що на малих масштабах часу та довжини вони створюють строкату, дискретну структуру простору, а на більших масштабах плавно переходять у неперервний простір-час. Хоча багато космологічних моделей можуть описати поведінку всесвіту лише починаючи від планкового часу після Великого вибуху, петльова квантова гравітація може описати сам процес вибуху, і навіть заглянути далі. Петльова квантова гравітація дозволяє описати всі частинки Стандартної моделі, не вимагаючи для пояснення їх мас введення бозона Гіггса.
Основною проблемою тут є вибір координат. Можна сформулювати і загальну теорію відносності у безкоординатній формі (наприклад, за допомогою зовнішніх форм), однак обчислення 4-форми Рімана здійснюються тільки в конкретній метриці.
Ще однією перспективною теорією є причинна динамічна тріангуляція. У ній просторово-часовий многовид будується з елементарних евклідових симплексів (трикутник, тетраедр, пентахор) з урахуванням принципу причинності. Наявність чотиривимірного і псевдоевклідового простору-часу в макроскопічних масштабах в ній не постулюється, а є наслідком теорії.

## Інтернет-ресурси
- Квантова гравітація